# Hendrik Verwoerd
Hendrik Frensch Verwoerd, né le 8 septembre 1901 à Amsterdam (Pays-Bas) et mort assassiné le 6 septembre 1966 au Cap, est un homme politique, un universitaire et un éditorialiste sud-africain, membre du Parti national, ministre des Affaires indigènes (1950-1958) dans les gouvernements Malan et Strijdom puis Premier ministre d'Afrique du Sud de 1958 à 1966.
Afrikaner d'adoption, Hendrik Verwoerd est souvent qualifié de « grand architecte de l'apartheid ». Premier ministre de l'union d'Afrique du Sud, il procède au référendum sur la République qui conduit à la fondation de la république d'Afrique du Sud en 1961.

## Un Afrikaner d'adoption

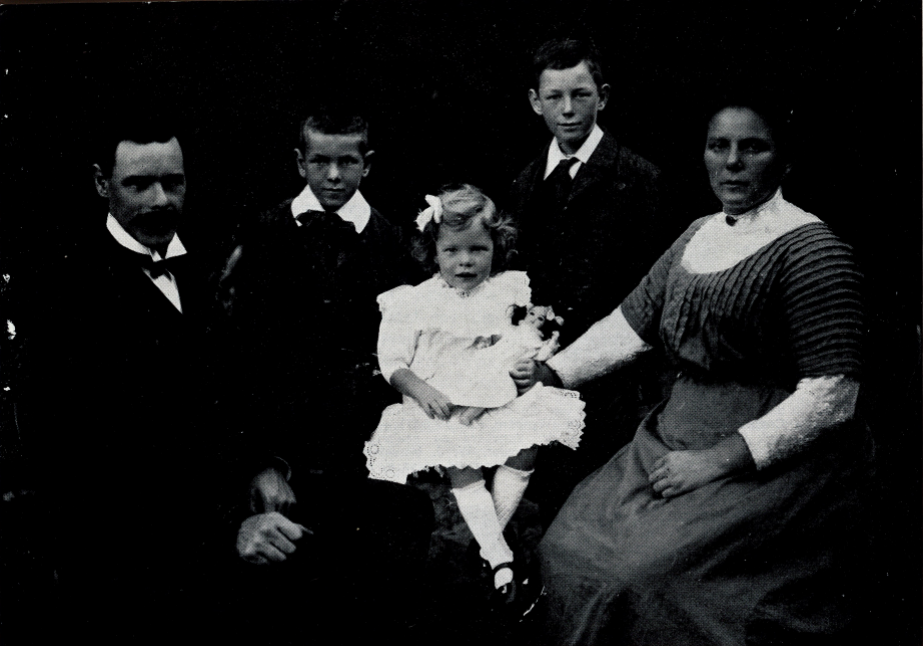
La famille Verwoerd en 1908. De gauche à droite : Wilhelmus, Hendrik, Lucie, Len et Anje.

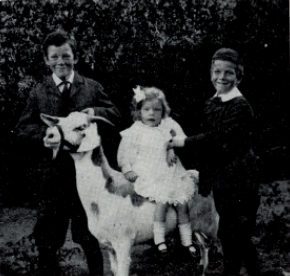
Les enfants Verwoerd à Wynberg en 1908 ou 1909. De gauche à droite : Leendert, Lucie et Hendrik.

Hendrik Verwoerd (prononcé Fer-Vourt) est le fils cadet de Anje Hendriks Strik (1873-1940) et de Wilhelmus Johannes Verwoerd (1874-1961), prédicateur de l'église réformée néerlandaise. Ses parents, sympathisants de la cause des Boers, émigrent en Afrique du Sud en 1903 alors qu'il n'a que deux ans. 
Son frère ainé, Leendert Verwoerd (1899-1986), né à Amsterdam, a deux enfants avec son épouse Dorothea Maria Mellet. Sa sœur cadette, Hendrika Johanna Lucretia (Lucie) Verwoerd (1908-1959), seule de la fratrie née en Afrique du Sud, épouse Jasper Johannes Erasmus Cloete en 1940 avec lequel elle a deux enfants.   
Après dix années passées à Wynberg, près du Cap, où Hendrik Verwoerd est scolarisé à l'école luthérienne, la famille Verwoerd déménage en 1913 à Bulawayo en Rhodésie du Sud où Wilhelmus Verwoerd est nommé prédicateur de l'église réformée de la ville. Hendrik Verwoerd est alors scolarisé au lycée de Milton, où il obtient une bourse qu'il doit refuser quand ses parents décident, en 1917, de revenir en Afrique du Sud et de s'établir à Brandfort, dans l'État libre d'Orange.
Le jeune Hendrik Verwoerd est alors imprégné du ressentiment des Afrikaners contre les Britanniques à la suite de la seconde guerre des Boers. Scolarisé au lycée de Brandfort, il est classé premier à l'examen du Matric (équivalent du Bac) au niveau de la province et est classé quatrième au niveau de l'union d'Afrique du Sud.

## Études

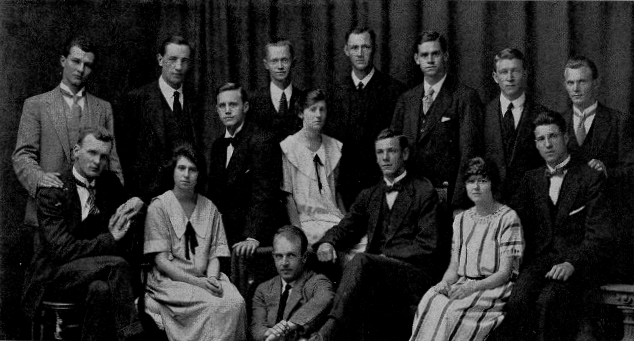
Le conseil étudiant de l'Université de Stellenbosch en 1923. Verwoerd est situé dans la rangée du milieu, troisième à partir de la droite.

En 1919, il poursuit des études supérieures en théologie, en psychologie et en philosophie à l'université de Stellenbosch. Membre du conseil des étudiants dont il est élu président, Hendrik Verwoerd est réputé être un esprit brillant doté d'une forte personnalité. En 1924, âgé de 23 ans, il est titulaire d'un doctorat avec mention en philosophie et psychologie. Allocataire de deux bourses universitaires, il renonce à celle de l'université d'Oxford par nationalisme afrikaans et lui préfère la seconde, plus modeste, en Allemagne. Fils d'immigrants, il est le premier étudiant d'Afrique du Sud à avoir intégralement rédigé en afrikaans ses dissertations depuis le premier cycle universitaire jusqu'à sa thèse de doctorat, alors même qu'il est parfaitement bilingue en anglais.
De 1925 à 1927, il voyage en Europe et aux États-Unis. En Allemagne, il poursuit son cursus dans les universités de Hambourg, Leipzig et Berlin. À Hambourg, il épouse Betsie Schombee, une jeune étudiante sud-africaine qu'il a rencontrée quelques années plus tôt (1922) à Stellenbosch. Il effectue une tournée des pays européens avant de terminer ses recherches aux États-Unis. Il suit les travaux de l'anthropologue allemand Eugen Fischer, lequel promeut le développement séparé des races, mais il est davantage marqué par les recherches et études sociales américaines. Durant cette époque et la décennie suivante, comme une partie de l'élite universitaire sud-africaine, Verwoerd est fasciné par les États-Unis, considérant que l'Afrique du Sud peut suivre le même chemin, devenir un État dynamique et trouver une solution à ses problèmes sociaux et ethniques grâce aux études sociales et à la recherche scientifique universitaire.

## L'universitaire en sociologie

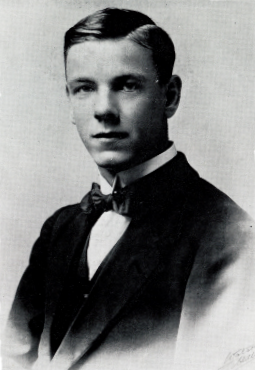
Hendrik Verwoerd en 1924.

En 1927, âgé de 26 ans, il revient à l'université de Stellenbosch pour enseigner la psychologie puis, à partir de 1931, la sociologie. Son premier sujet d'intérêt est la grande pauvreté qui touche alors 250 000 Blancs d'Afrique du Sud, soit un quart de la population afrikaner. Durant la grande dépression du début des années trente, il s'implique ainsi dans plusieurs activités sociales d'aide aux pauvres blancs. A ses côtés, il dispose de l'aide d'une jeune doctorante, Erika Theron.
En 1934, à Kimberley, lors de l'un de ses premiers discours publics, il pointe le rôle primordial que doit avoir l’État dans la lutte contre la pauvreté et appelle à la création d'un département ministériel coordonnant les affaires sociales, la santé, le travail social et la formation des travailleurs sociaux. Parallèlement, il aborde également des thématiques raciales et ethniques par le prisme du nationalisme afrikaner. Récusant toute inégalité ou supériorité raciale fondée sur la biologie ou sur une éventuelle capacité inhérente à quelque couleur de peau, il argue d'une immuable différence d'identité sociale entre les Européens et les Africains, basée sur leurs antécédents biologiques et sur des cultures différentes, résultant des expériences historiques propres à chaque groupe de population.
En 1935, il témoigne devant la commission Wilcocks, consacrée aux populations coloured, disant qu'il n'y a pas lieu de tracer de franche démarcation entre les communautés blanches et coloureds, que la pauvreté les touche pareillement et qu'un seul département des affaires sociales suffit pour gérer les problèmes de pauvreté touchant ces deux communautés. Dans le même temps, il justifie, par pragmatisme et à titre temporaire, la ségrégation dans le domaine du travail, notamment les emplois réservés.

## L'éditorialiste et le militant du nationalisme afrikaner
En 1937, Hendrik Verwoerd adhère au Parti national purifié de Daniel François Malan et devient membre du Broederbond. Il rejoint le parti de Malan car il lui parait être le plus apte à combattre la pauvreté des « petits blancs ». C'est d'ailleurs dans ce but qu'il accepte de devenir l'éditorialiste du Die Transvaler, le journal du parti à Johannesburg, où 40 % des cols bleus mâles Afrikaners vivent et travaillent, plus particulièrement comme ouvriers non qualifiés, mineurs, maçons ou comme travailleurs dans les chemins de fer.
Bien que né en Europe, Verwoerd s'est complètement assimilé aux Afrikaners au milieu desquels il vit depuis son enfance. Ainsi n'hésite-t-il pas à exalter fréquemment l'histoire afrikaner en évoquant « nos ancêtres » et « notre glorieux passé ». Sa conception de l'Afrikaner est toutefois encore souple car il le conçoit comme un segment de la population blanche d'Afrique du Sud au sein de laquelle il partage une destinée commune et non comme une communauté organique à l'identité fixe et à la destinée unique.
Dans ses éditoriaux du Transvaler, Verwoerd s'affirme comme un ardent républicain, anti-impérialiste et un nationaliste. Pour Verwoerd, ce qui doit primer c'est l'unité des Afrikaners, quelle que soit leur condition sociale, riches ou pauvres. Dans l'optique de supprimer toute lutte des classes, l'Afrikaner doit ainsi fusionner dans le volk (« le peuple »), où le pauvre trouvera une épaule fraternelle, chez le riche, pour l'aider. Ce que Verwoerd veut pour les Afrikaners, il le veut également pour les populations noires mais séparément des blancs. Ainsi s'oppose-t-il à toute mesure du gouvernement qui propose des traitements différenciés envers les noirs dits « civilisés » par rapport à ceux non éduqués, estimant qu'il ne peut y avoir de ségrégation sociale au sein d'un même groupe de population. Selon le même principe, il estime que chaque groupe de population doit financer ses propres infrastructures et non celles des autres groupes. Concrètement, selon Verwoerd, les blancs ne doivent pas financer le développement de l'industrie dans les réserves indigènes. Il s'oppose non seulement à l'urbanisation en cours des populations noires mais également à l'importante immigration en cours des juifs d'Europe en Afrique du Sud, qu'il perçoit comme un cheval de Troie destiné à amoindrir la prépondérance afrikaner au sein de la population blanche et comme une menace économique contre les salaires des Afrikaners. Il soutient également l'appel d'un membre du conseil représentatif indigène pour que, dans les commerces, les clients noirs n'aient affaire qu'à des employés noirs, et les blancs qu'à des employés blancs.
En 1938, il publie une affiche condamnant les mariages mixtes entre Blancs et Noirs.
En 1939, Verwoerd prend position contre l'entrée en guerre de l'Afrique du Sud aux côtés des Alliés.
Durant la Seconde Guerre mondiale, le Star, journal anglophone et libéral de Johannesburg, accuse le Transvaler et Verwoerd en particulier de sympathie pro-nazi. De son propre chef et sans consulter son conseil d'administration, Verwoerd attaque alors le journal devant les tribunaux pour diffamation. Il est débouté par le juge P.A. Millin et condamné à payer une forte amende, payée finalement et après de longs atermoiements, par Nasionale Pers. En fait, cet épisode révèle les rapports houleux et conflictuels qu'entretient Verwoerd avec les dirigeants du Parti national, surtout ceux du Cap, mais aussi avec les maisons d'éditions afrikaners comme Nasionale Pers. Incontrôlable, il empêche le nationalisme afrikaner de s'exprimer non seulement d'une seule voix mais aussi dans une même direction.
En 1947, son aversion contre la Couronne britannique est telle que, dans son éditorial du Transvaler, il ignore la visite en cours de la famille royale en Afrique du Sud, parlant juste « d'embouteillages causés par la visite de personnalités étrangères » (« congestion caused by some visitors from overseas »).
Lors des élections générales sud-africaines de 1948, Verwoerd est candidat au parlement dans la circonscription d'Alberton. Il est battu alors que son parti gagne les élections. Il est alors nommé au Sénat. Refusant qu'il cumule avec sa fonction d'éditorialiste au Transvaler, le conseil d'administration de Voortrekkerpers l'oblige à se consacrer à ses fonctions législatives. Autre déconvenue, D.F. Malan lui refuse l'entrée au gouvernement.

## Le grand architecte de l'apartheid (1950-1958)

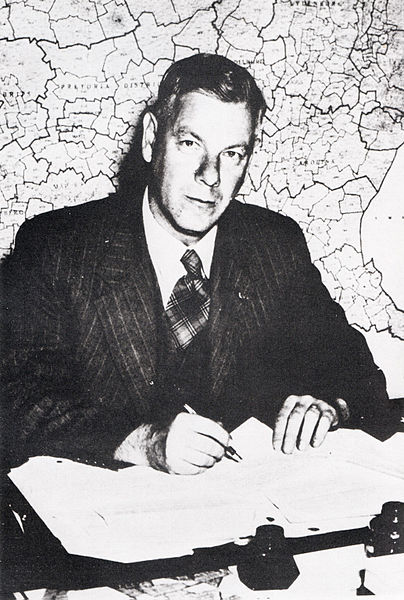
Hendrik Verwoerd en 1945.

Après deux ans de gouvernement du Parti national, le Premier ministre Daniel Malan le nomme ministre des Affaires indigènes (1950) pour mettre en place la complexe législation de l'apartheid que Verwoerd définit comme un système de bon voisinage et qui doit permettre d'assurer la pérennité de la domination culturelle et politique des Blancs sur la base d'une démographie majoritairement blanche et afrikaner.
En fait, il y a autant de conceptions de l'apartheid que de membres du Parti national. Certains n'envisagent que de renforcer les lois ségrégationnistes en gardant le même système économique de production, alors que d'autres estiment que ces lois sont insuffisantes et inutiles si on laisse perdurer l'intégration économique entre les Blancs et les autres populations de couleur, première étape d'une intégration politique qui conduira inéluctablement à la chute de la domination blanche en Afrique du Sud.
Pour Verwoerd, le libéralisme basé sur la promotion de l'individu, qui a commencé à dominer l'Europe et les États-Unis, ne va pas accepter plus longtemps le maintien de la ségrégation traditionnelle jusque-là pratiquée dans plusieurs pays de la sphère occidentale. Il convient alors de trouver une alternative acceptable pour l'Occident, basée sur le droit à l’autodétermination des peuples. Dans le même temps, il importe pour Verwoerd que le gouvernement de l'Afrique du Sud continue de défendre le principe de la domination blanche et les valeurs occidentales à tous les niveaux, qu'ils soient économiques ou sociaux. Or, comme il écrit lui-même en 1950, les Blancs doivent comprendre que les populations de couleur ont leurs propres consciences nationales et des ambitions et, ainsi, qu'elles ne pourront éternellement continuer à accepter d'être leurs subordonnées en étant, de plus intégrées à leur vie quotidienne. Il convient dès lors, dans l'esprit de Verwoerd, que chaque peuple d'Afrique du Sud puisse exercer ses droits, séparément des autres, dans des cercles définis et évoluer à son rythme, en « bons voisins ».
L'apartheid que conçoit Verwoerd doit alors être un système politique fondé sur des principes stricts et clairs qui ne peuvent souffrir aucune exception, même mineure, au risque sinon de corrompre sa cohérence. Ainsi n'est-il pas possible d'accepter des diplomates noirs ou des maoris dans l'équipe de rugby de Nouvelle-Zélande. Cette conception exclusive et fondamentaliste de l'apartheid s'oppose à d'autres conceptions plus souples du système, notamment celles du ministre Theophilus Donges pour qui l'apartheid n'est qu'un moyen provisoire visant à protéger les Afrikaners sur deux à trois générations avant le jour où ils n'auront plus le monopole du pouvoir. Le système d'apartheid que préconise Verwoerd heurte aussi un autre membre éminent du gouvernement, Ben Schoeman, pour qui les différents groupes de population sont déjà trop imbriqués. Ainsi estime-t-il irréaliste une partition territoriale ou l'interdiction de la région du Cap occidental aux travailleurs noirs. Quant à D.F. Malan, le group Areas Act est, à ses yeux, suffisant. Au sein du Parti national, du Broederbond et des organisations affiliées, la conception verticale de l'apartheid verwoerdien fait débat. Des dissidences philosophiques sur ce thème apparaissent avec le professeur Wicus du Plessis ou avec le Bureau des affaires raciales (South African Bureau of Racial Affairs - SABRA). Rejetant la politique de suprématie blanche que met institutionnellement en place Verwoerd, en tant que ministre des Affaires indigènes, et qu'il assimile à un nouvel impérialisme étroit de type britannique, Wicus du Plessis propose notamment de mettre en place en Afrique du Sud un État fédéral multinational permettant d'accorder l'autodétermination aux peuples noirs d'Afrique du Sud. Il se montre notamment favorable à un élargissement de la nation sud-africaine au-delà des Afrikaners et des Anglo-sud-africains et en vient à appeler à la constitution d'un véritable gouvernement national dans lequel toutes les populations du pays seraient représentées. Pour Wicus du Plessis, l'apartheid doit viser à établir un ordre social fondé sur des principes moraux et non à priver les populations noires de perspectives de développement économique. Ses idées sont cependant inacceptables pour les partisans de l'apartheid vertical tels que Verwoerd.
Avec son secrétaire aux Affaires indigènes, Max Eiselen, il met en place, à partir de 1951, sa conception de l'apartheid, caractérisée par le système des bantoustans, destinés à permettre aux différentes ethnies noires de se gouverner elles-mêmes sur des territoires déterminés au sein de l'Afrique du Sud (le principe du « grand apartheid ») et de réaliser leurs propres aspirations économiques et politiques. La volonté de donner leur autonomie aux Noirs dans des États séparés rencontre un écho très favorable au sein de la communauté blanche mais l'hostilité chez les Noirs, qui se sentent spoliés. Verwoerd s'applique d'ailleurs à annuler les droits de vote résiduels dont les Noirs bénéficiaient encore, avec les métis, dans la province du Cap. Il rencontre la même hostilité en dehors du pays et se montre incapable de la comprendre, persistant à justifier chaque mesure prise dans le cadre de l'apartheid et à prétendre que les Afrikaners ne veulent que l'ordre et la sécurité, chacun chez soi.
D'emblée, quelles que soient la sincérité de Verwoerd et la praticabilité de son idéologie, le « grand apartheid » qu'il a proposé et qu'il met en œuvre repose sur des données et des projections démographiques complètement erronées.
Chargé de l'éducation « bantoue », Verwoerd impose un enseignement qu'il juge adapté au mode de vie et à l'économie traditionnelle des Noirs. Les Noirs ne sont, pour lui, que des « porteurs d'eaux et des coupeurs de bois ». De fait, ceux-ci connaitront une éducation au rabais alors qu'un numerus clausus limite leur nombre dans les universités. En tant que ministre des Affaires indigènes, il procède à l’expulsion, en 1955, de 80 000 Noirs des quartiers de Sophiatown, Martindale et Newclare vers le nouveau township de Soweto, pure création des lois d'apartheid.
À la suite de la mort soudaine du Premier ministre JG Strijdom, Verwoerd pose sa candidature pour lui succéder. Face à lui, se trouvent Charles Swart et Theophilus Dönges. Ce dernier bénéficie du soutien de l'ensemble des parlementaires de la province du Cap mais aussi de la sympathie de plusieurs parlementaires du Transvaal et de l’État libre d'Orange qui souhaitent une candidature unique pour contrer Verwoerd. Celui-ci, s'il n'est soutenu que par trois ministres du cabinet, dispose cependant d'un vaste soutien parmi les autres parlementaires du Parti national. Cependant, les négociations pour permettre l'émergence d'une candidature unique de Dönges échouent. Après avoir obtenu 80 voix au premier tour contre 52 voix à Dönges et 41 voix à Swart, Verwoerd est élu concomitamment chef du Parti national et Premier ministre, le 2 septembre 1958, par 98 voix contre 75 voix à Dönges.

## Le Premier ministre (1958-1966)

### Le renforcement de l'apartheid

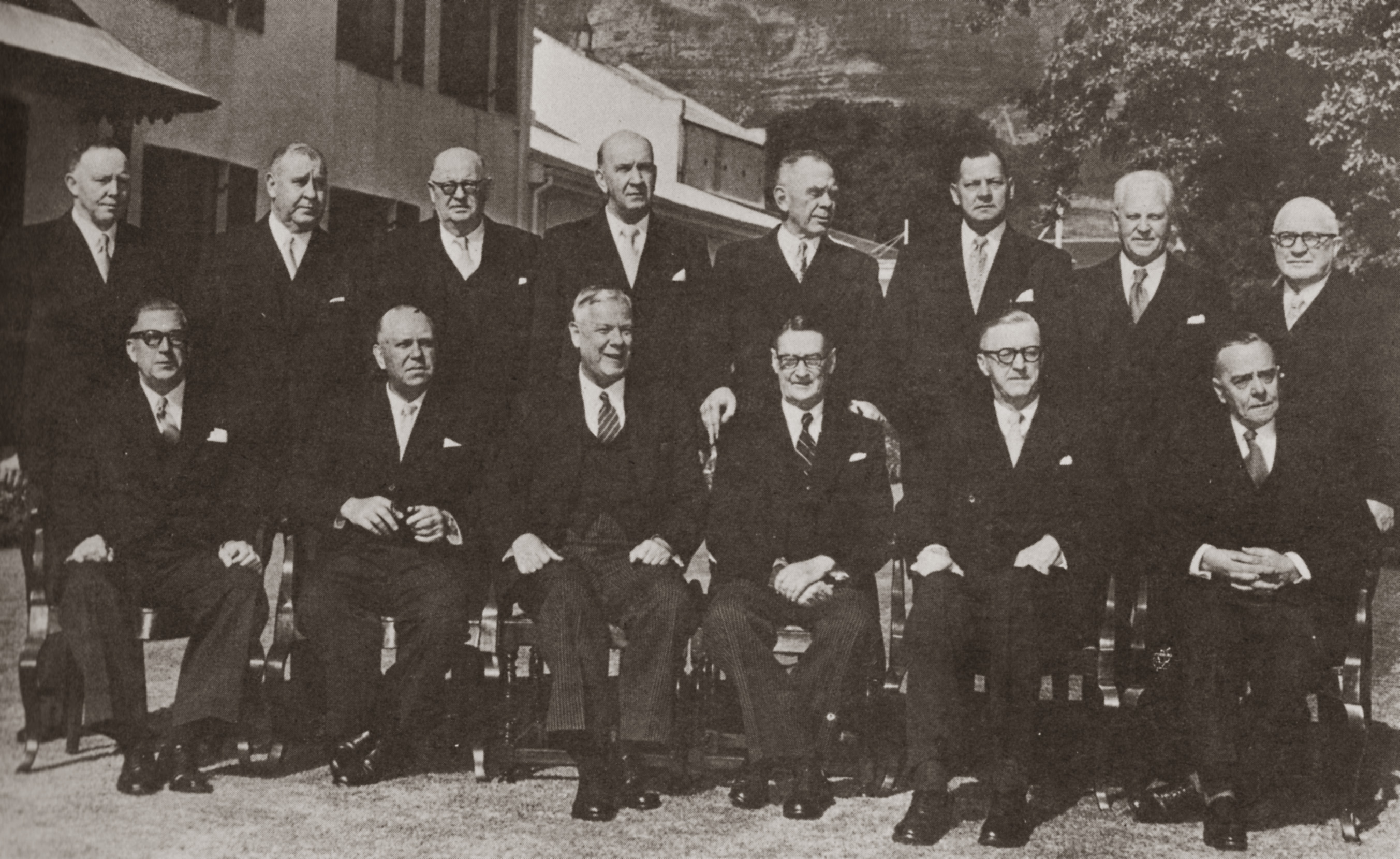
Le premier gouvernement Verwoerd en 1958 (hérité de Strijdom).
Assis de gauche à droite : Theophilus Dönges, Paul Sauer, Hendrik Verwoerd, Ernest George Jansen (gouverneur-général), Charles Swart, Eric Louw. Debout de gauche à droite : Jan Serfontein, M.D.C. De Wet Nel, A.J.R. van Rhijn, Jan de Klerk, Ben Schoeman, P.M.K Le Roux, François Christiaan Erasmus et Jozua François Naudé.

En 1959, pour la première fois, et alors qu'il y était jusque-là hostile, Verwoerd annonce que les homelands (bantoustans) ont vocation à se constituer en États souverains et à accéder à l'indépendance nationale. Ce revirement politique s'effectue sans consultation du caucus parlementaire du Parti national. Dans le cadre du débat parlementaire relatif au projet de loi sur l'autonomie bantoue, qui prévoit la suppression de la représentation noire au Parlement et le développement d'unités nationales bantoues autonomes, il déclare « Nous n'avons aucune hésitation à choisir un État blanc plus petit où l'homme blanc pourrait gouverner son territoire et serait maitre de sa destinée, plutôt qu'un grand État qui finirait par devenir non blanc [...] Il n'y a pas d'objection valable et rien ne s'oppose dans la pratique à ce que l'Afrique du Sud soit formée d'un certain nombre de nations, chacune sur son propre territoire ».
En novembre 1959, dans le cadre de la politique d'apartheid mise progressivement en place dans le Sud-Ouest africain, territoire occupé par l'Afrique du Sud depuis 1915, les autorités sud-africaines déclarent insalubre le quartier de Old Location et décident de déplacer les populations indigènes qui y résident vers un nouveau quartier situé à cinq kilomètres plus au nord, le futur township de Katutura, signifiant « là où on ne veut pas rester ». Le 10 décembre 1959, la campagne de protestation organisée par la SWANU dérape et se solde par la mort de treize manifestants, abattus par les forces de police et cinquante-quatre blessés. La répression policière s'abat sur la province contraignant les dirigeants de la SWANU, dont Sam Nujoma, à s'exiler au Bechuanaland, en Rhodésie du Sud, puis en Tanzanie quelques années plus tard.
En réponse aux critiques étrangères sur l'apartheid, il tente de redéfinir la notion en parlant de développement séparé et commence cyniquement à altérer les justifications traditionnelles de la politique d'apartheid, basées non plus sur la race et le « baasskap » (domination paternaliste), mais sur la citoyenneté.[réf. nécessaire] Pour lui, les Noirs peuvent participer au processus électoral et élire leurs représentants. Seulement, ils ne peuvent le faire que s'ils sont citoyens et non plus affiliés à telle nation ou tribu particulière. Or, en Afrique du Sud (et encore plus depuis la mise en place de la politique d'apartheid), les Noirs sont recensés comme appartenant à telle ethnie, nation ou tribu. De surcroît, certains sont dorénavant citoyens de Bantoustans. En accordant l'autonomie au Transkei, en 1963, Verwoerd peaufine sa politique lui permettant de déclarer que « les nations tribales d'Afrique du Sud, vivant au sein du pays, auront toutes des droits politiques égaux au sein de leurs terres natales », lançant une sorte de décolonisation interne à l'Afrique du Sud et permettant aux Blancs, et aux Afrikaners en particulier, de maintenir leur domination politique sur le reste du territoire.
Le 21 janvier 1960, Verwoerd annonce à la Chambre de l'Assemblée du parlement que son gouvernement se préparait à présenter un projet de loi visant à instituer un référendum sur l'opportunité de proclamer la république en Afrique du Sud.
Le 3 février 1960, le Premier ministre britannique Harold Macmillan, en visite officielle au Cap, provoque la consternation des nationalistes lors d'un discours devant les parlementaires. À propos de la décolonisation en cours sur le continent africain, Macmillan parle de « vent du changement » (Wind of Change) auquel le gouvernement sud-africain ne pouvait rester sourd et aveugle. En appelant implicitement à réformer et abroger les institutions ségrégationnistes, Macmillan déclenche un processus qui allait permettre à Verwoerd de concrétiser les aspirations républicaines des Afrikaners. Verwoerd profite de ce discours pour plaider la fin de toute allégeance au Royaume-Uni et, par le biais d'un référendum, en appeler à l'instauration de la république. Les électeurs blancs du Sud-Ouest africain (actuelle Namibie), représentés au Parlement depuis 1949, sont également appelés à se prononcer.
Peu après le massacre de Sharpeville, le 21 mars 1960, l'arsenal policier et législatif du régime se durcit. Le 8 avril, l'ANC et le Congrès panafricain d'Azanie sont interdits (sur le moment pour une période d'un an). Dans la banlieue du Cap, à Langa, 345 Noirs sont arrêtés et des armes saisies. A fin du mois d'avril, le ministre de la justice déclare au parlement que « 94 Blancs, 24 gens de couleurs et 1 451 noirs sont détenus » par la police alors que des milliers de gens de couleurs ont également été appréhendés au cours d'opérations de contrôle dans les zones indigènes, situées près des grandes villes du pays.

### La tentative de meurtre de 1960

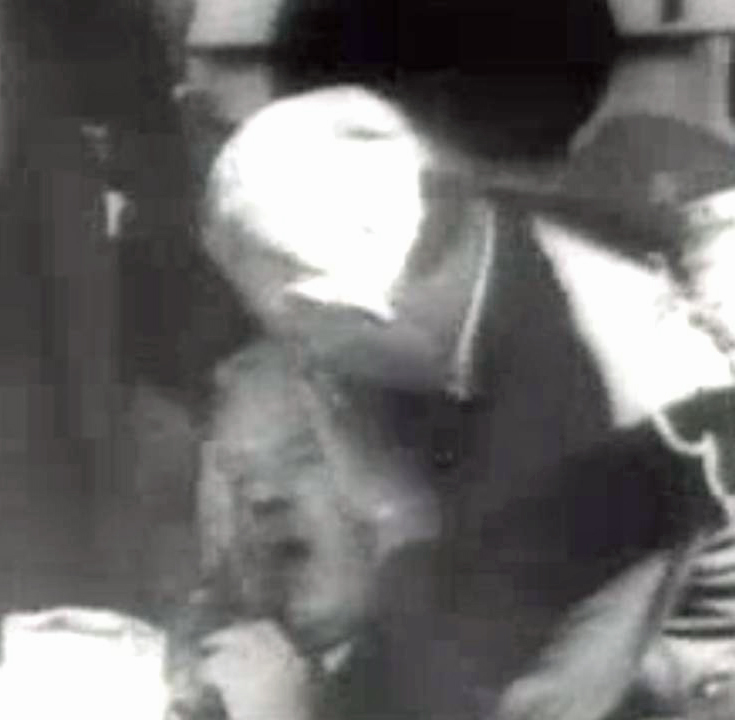
Verwoerd, quelques secondes après la tentative d'assassinat, lors du Rand Easter Show

Le 9 avril 1960, Verwoerd est victime d'une tentative de meurtre au parc des expositions de Milner, à Johannesburg. A l'occasion de l'ouverture de la Foire commerciale et agricole du Rand (le Rand Easter Show), où Verwoerd a été invité à prononcer le discours inaugural, il est blessé par arme à feu par David Pratt, un agriculteur aisé d'origine britannique mais déséquilibré, possédant un domaine assez étendu à Pietersburg. Le Premier ministre était assis dans la loge de la tribune officielle de l'exposition qui dominait une foule de 30 000 personnes. Pratt avait pu s'approcher de lui grâce à son insigne de membre de la Fédération des agriculteurs du Witwatersrand. Une première balle entra dans l'oreille droite de Verwoerd et ressortit par la joue gauche. Une deuxième balle l'atteignit à la joue droite, près de la narine. Le garde du corps, le maire de Johannesburg et le président de la Fédération des agriculteurs du Witwatersrand maitrisèrent le meurtrier. Des messages de sympathie à l'adresse de Verwoerd parviennent en Afrique du Sud de tous les points du monde, de la reine Elizabeth II, de Harold Macmillan, du département d’État américain, même de ceux qui condamnent le plus énergiquement la politique d'apartheid. En Afrique du Sud, les dirigeants de l'opposition parlementaire sud-africaine (Sir De Villiers Graaff, Harry Gordon Lawrence) expriment leur émotion et leurs souhaits de rapide rétablissement au Premier ministre. Les blessures subies par Verwoerd lui causent des lésions importantes affectant notamment son équilibre et son ouie mais le gouvernement n'estime pas utile de nommer un Premier ministre par intérim.

### Le référendum sur la République

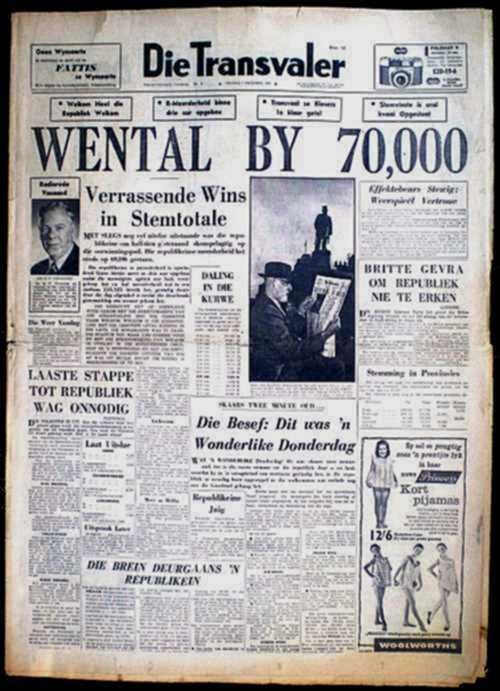
Die Transvaler, exemplaire du 7 octobre 1960.

Le  2 août 1960, Verwoerd annonce la date du référendum pour le 5 octobre 1960. Le 31 août, le congrès du parti national adopte une motion, soumise par  Eric Louw, le ministre des affaires étrangères, proclamant qu'il « serait dans l'intérêt de l'Afrique du Sud de demeurer au sein du Commonwealth si elle devenait une république »  à la suite du référendum prévu pour le 5 octobre prochain.
Le 5 octobre 1960, le référendum sur la République a lieu. La question est « Do you support a republic for the Union? » (« Soutenez-vous une république pour l'Union ? »). Ce référendum concerne 1 800 000 électeurs, tous blancs (sur une population blanche totale de 3 000 000 de personnes) alors qu'aucun des douze millions d'habitants de couleur (noirs, indiens et coloureds) ne bénéficient du droit de vote. La veille, dans un appel radiodiffusé, Verwoerd demande à l'électorat de voter en faveur de la République tandis que Sir de Villiers Graaff, le chef de l'opposition parlementaire, demande à ses concitoyens de se prononcer contre la République, pour éviter l'isolement de l'Afrique du Sud. Par 850 458 voix (52 % des suffrages) contre 775 878, soit 74 580 voix de différence, les électeurs blancs de l'Union sud-africaine se prononcent pour l'établissement de la république. Avec cette victoire, Verwoerd réalise le vieux rêve des nationalistes afrikaners de rétablir une république boer et de prendre définitivement leur revanche sur les Britanniques et la défaite de la seconde guerre des Boers.
Si Verwoerd et ses partisans affirment leur souhait de rester au sein du Commonwealth, l'Afrique du Sud doit cependant déposer une demande d'adhésion au sein de cette organisation en tant que République sud-africaine. Tous les pays membres doivent donner leur consentement et un seul vote hostile suffirait à rejeter la demande des Sud-Africains. Or le Ghana parait exclure de consentir à cette adhésion.

### Le retrait du Commonwealth

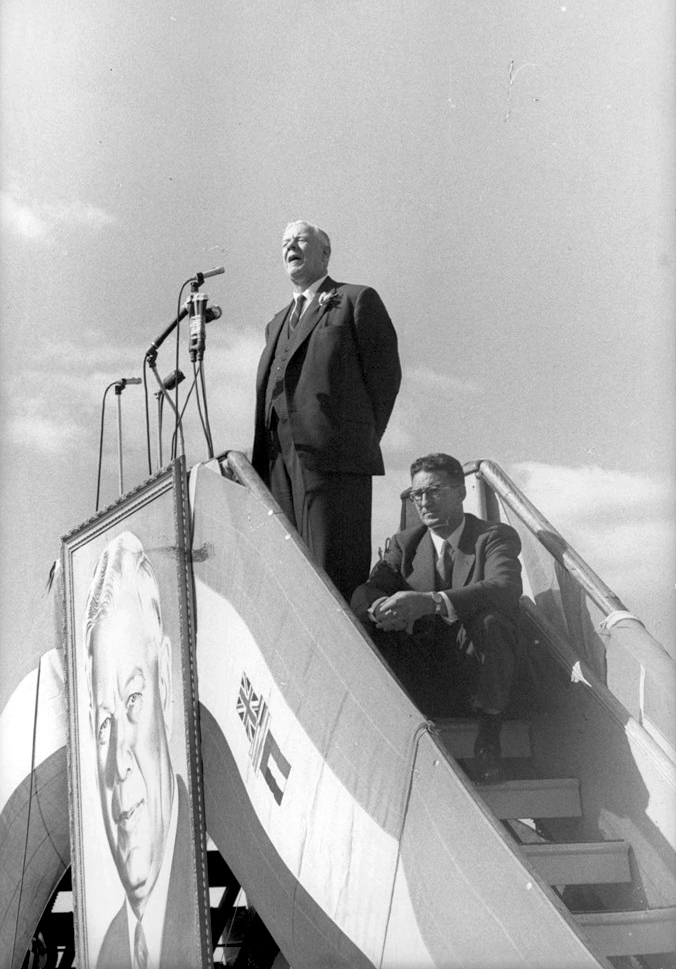
Hendrik Verwoerd lors d'un discours à l'aéroport de Johannesburg à son retour du sommet du Commonwealth le 17 mars 1961

À la conférence des pays du Commonwealth qui se tient à Londres à Lancaster House en mars 1961, Verwoerd propose d'abord de maintenir l'Afrique du Sud au sein de l'organisation en tant que république. Mais il rencontre l'hostilité de l'Inde, des nouveaux pays décolonisés ou en voie de l'être (Pakistan, Ceylan, Ghana, Nigeria) et de John Diefenbaker, Premier ministre du Canada. Ceux-ci ne posent pas de nouvelles conditions à la réadmission dans le Commonwealth de l'Union Sud-Africaine, sous forme républicaine, mais ils demandent à Verwoerd son accord verbal à un communiqué dans lequel ces pays exprimeraient leur condamnation de l'apartheid et dans lequel la réponse du gouvernement sud-africain aurait figuré. Pour Verwoerd et la délégation sud-africaine, ce texte équivaut à une condamnation du gouvernement sud-africain, une condamnation qui serait contraire au principe de non-immixtion dans les affaires intérieures des États membres. Durant les débats, le Premier ministre sud-africain fait face à une hostilité grandissante des autres Premiers ministres qui estiment l'apartheid « incompatible avec les idéaux du Commonwealth ». Le 15 mars 1961, Verwoerd annonce que son pays annule son adhésion au Commonwealth, déplorant « l'ingérence de certains pays dans les affaires intérieures de l'Afrique du Sud » mais que la décision a été prise dans « l'honneur et les intérêts de l'Afrique du Sud, mais aussi pour les intérêts de nos amis dans le Commonwealth et particulièrement le Royaume-Uni » face à une « association qui est en train de devenir un groupe de pression ». La nouvelle du retrait sud-africain est accueillie « avec surprise et regret, mais aussi avec un certain soulagement dans les milieux officiels britanniques », qui sont reconnaissants à Verwoerd d'éviter au Royaume-Uni de se retrouver dans une situation embarrassante vis-à-vis de ses anciennes colonies afro-asiatiques membres du Commonwealth. Verwoerd décide de rentrer en Afrique du Sud et annule ses déplacements en France et en Allemagne ainsi que ses entretiens prévus avec le président Charles de Gaulle et avec le vice-chancelier Ludwig Erhard. À son arrivée en Afrique du Sud, il reçoit un accueil triomphal, acclamé par une quarantaine de milliers de partisans devant lesquels il déclare qu'« une autorité supérieure [Dieu] a pris la décision de retirer (l'Afrique du Sud) du Commonwealth ».

### Le père de la République sud-africaine

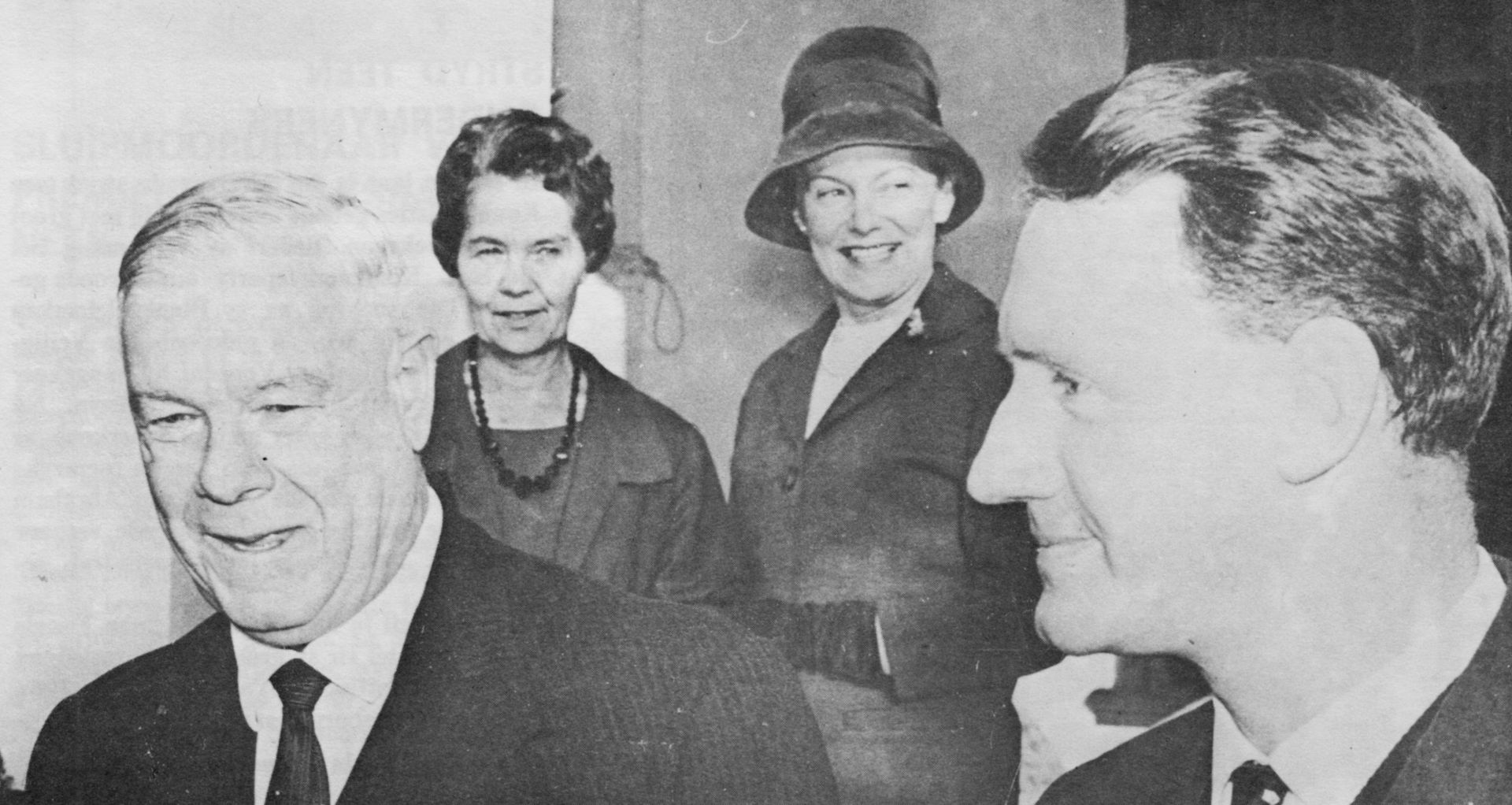
Les époux Verwoerd et le couple Smith en 1964

Le 31 mai 1961, jour de l'anniversaire de la signature du traité de Vereeniging marquant la fin de la guerre des Boers, la république d'Afrique du Sud est proclamée et l'adhésion au Commonwealth résiliée (elle sera restaurée en 1994).
En 1961, alors qu'à l'ONU Israël condamne la politique d'apartheid, Verwoerd rétorque : « Israël, tout comme l'Afrique du Sud, pratique l'apartheid. »
Après que l'Afrique du Sud est devenue une république, Verwoerd refuse la venue en Afrique du Sud d'ambassadeurs noirs d'États membres du Commonwealth  (En 1967, John Vorster, le successeur de Verwoerd  établira des relations diplomatiques avec le Malawi).
Lors des élections législatives anticipées du 18 octobre 1961, que Verwoerd a sollicitées sous prétexte de « l'imminence d'un conflit entre d'une part l'Occident et la chrétienté et d'autre part le communisme international », son gouvernement obtient trois sièges supplémentaires. Plusieurs députés modérés de son parti ont été remplacés par des ultras tandis que l'opposition, divisée, est laminée : le parti progressiste, qui prône un suffrage multiracial restreint aux classes instruites et possédantes, perd 10 de ses 11 députés tandis que le parti unifié, partisan d'une ségrégation moins radicale, continue de reculer. En outre, face aux diverses agitations touchant le Congo, l'Angola, le Kenya et les Rhodésies, une partie de la population d'expression anglaise commence à se rallier à Verwoerd et au parti national. Verwoerd ouvre alors son gouvernement aux non-afrikaners en recrutant deux anglophones dans son gouvernement, les premiers depuis 1948.
En 1964, Nelson Mandela et Walter Sisulu sont condamnés à la prison à vie, lors du procès de Rivonia.
En 1965, Verwoerd refuse la présence de joueurs et de spectateurs maoris à l’occasion de la tournée des All Blacks néo-zélandais en Afrique du Sud, prévue en 1967, ce qui oblige la fédération néo-zélandaise de rugby à XV à la faire annuler.

### Nouvelle victoire législative et reconnaissance internationale
Lors des élections du 30 mars 1966, le Parti national obtient 58 % des suffrages. Verwoerd paraît avoir réussi à bâtir une communauté blanche unie derrière son programme alors que les Noirs ne peuvent évidemment voir en lui que le père de l'apartheid.
La fin du mandat de Verwoerd en tant que Premier ministre est marquée par le début de la guerre sud-africaine de la frontière qui dure vingt-deux ans (du 26 août 1966 au 21 décembre 1988).
Dans son édition de la fin août 1966, le magazine américain Time illustre sa couverture par un portrait de Verwoerd présenté comme « l'un des meilleurs dirigeants blancs que l'Afrique ait produits ». Dans un article de six pages, le journal affirme que « l'apartheid est un dogme politique basé sur la peur — pas entièrement injustifiée — que les 12 millions de Noirs d'Afrique du Sud vont chasser les 3,4 millions de Blancs et il est mis en pratique avec des moyens puissants et brutaux ». L'article souligne que, pour Verwoerd, l'apartheid est « une politique créatrice destinée à permettre aux Bantous de devenir de véritables Africains au lieu de se transformer en une imitation de l'homme blanc ».
Le 3 septembre 1966, Verwoerd reçoit à l'Union Buildings de Pretoria, durant trois heures, Joseph Leabua Jonathan, le Premier ministre du Basutoland, une colonie britannique enclavée qui doit accéder à l'indépendance le 4 octobre sous le nom de Lesotho. C'est la première fois qu'il reçoit un chef de gouvernement noir. La déclaration commune qui est publiée souligne que « l'entretien des deux Premiers ministres s'est déroulé dans un esprit de bonne volonté ».

## Assassinat et réactions

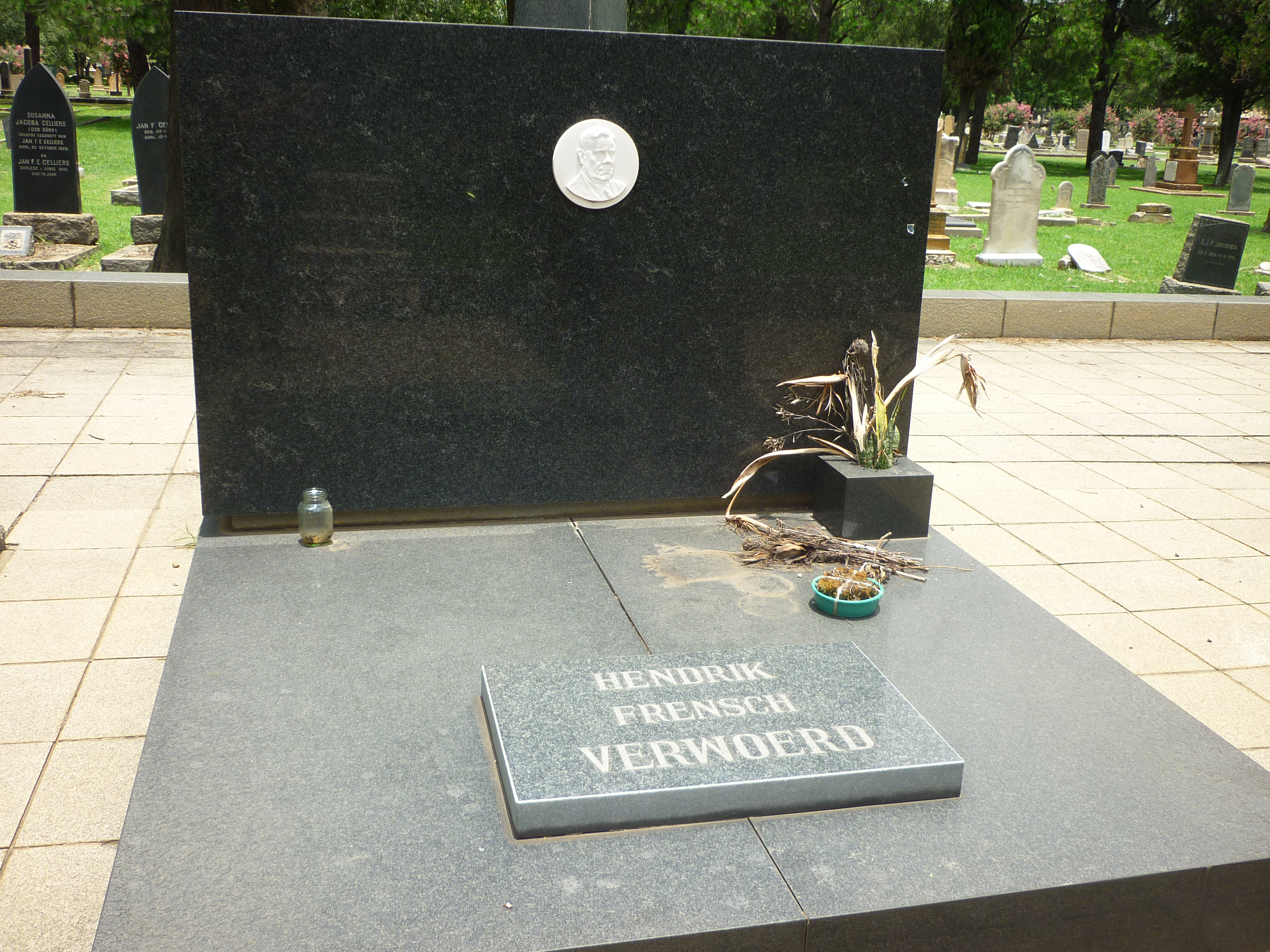
Sépulture d'Hendrik Verwoerd au cimetière central de Church Street à Pretoria.

Le 6 septembre 1966, Hendrik Verwoerd est poignardé à mort, alors qu'il assiste à une séance de l'Assemblée nationale, par Dimitri Tsafendas, un métis d'origine grecque et mozambicaine. Le Premier ministre venait de s'asseoir à sa place, vers 14h, lorsque le meurtrier, portant l'uniforme des messagers du Parlement, s'avance vers lui et lui plonge à plusieurs reprises un couteau dans le cou. Le Premier ministre s'affale sur sa table. Il s’écoule quelques secondes avant que les députés qui se trouvent à proximité se rendent compte de ce qui vient de se produire et maîtrisent le meurtrier. L'un des députés, par ailleurs docteur en médecine, M. Van der Merwe, tente de pratiquer la respiration artificielle sur le Premier ministre mais sans succès. Étendu sur une civière, pâle comme un linge[style à revoir], Verwoerd est transporté d'urgence à l'hôpital de Groote Schuur où une demi-heure plus tard, sa mort est annoncée.
La nouvelle de l'assassinat fait l'effet d'une bombe à la conférence du Commonwealth qui venait de s'ouvrir a Londres. Un délégué africain s'exclame « que le ciel soit loué, l'assassin n'est pas un Africain ». Aux Nations-Unies, le chef de la délégation guinéenne et président de la commission contre l'apartheid déclare « Verwoerd était pour les Africains ce que Hitler fut pour les Européens. Si sa mort contribuait à ébranler le système maudit de l'apartheid, l'assassin aurait bien mérité de toute l'humanité. Mais nous ne connaissons pas encore ses mobiles [...] Beaucoup sont prêts à suivre la ligne tracée par Verwoerd ». Les spécialistes onusiens de l'Afrique du Sud s'accordent à dire qu'en dépit du symbole qu'il représentait, le Dr Verwoerd était « un élément relativement modéré à Pretoria » et qu'il est « à craindre qu'un homme encore plus extrémiste ne lui succède ». Le pasteur Martin Luther King, prix Nobel de la paix, tout en soulignant « la politique oppressive de M. Verwoerd » condamne « l'acte fanatique de l'assassinat [qui] n'améliorera pas la condition de 12 millions de Noirs sud-africains ». Le président américain Lyndon Johnson condamne également « un geste de violence qui émeut la sensibilité de tous les hommes qui respectent la loi et l'ordre » tandis que la France, par la voix de Maurice Couve de Murville transmet les condoléances attristées du gouvernement français. D'autres pays (Allemagne fédérale, Danemark) et des hommes politiques tels que Robert Kennedy expriment « leurs regrets devant un crime qui ne peut guère modifier positivement la situation en Afrique du Sud ». L'Algérie se distingue en souhaitant que « la disparition du Dr Verwoerd puisse influencer la politique d'apartheid ».
La déclaration du Premier ministre rhodésien, Ian Smith, démontre la grande incompréhension des Blancs envers les Noirs dans cette partie du monde : « À ceux qui l'ont connu personnellement, et je fais partie de ceux qui ont eu ce privilège, sa profonde sincérité dans tout ce qu'il entreprenait, son élégance et sa gentillesse envers tout le monde, sa défense des valeurs chrétiennes, et ses sages conseils en temps de paix et dans l'adversité seront grandement regrettés ».

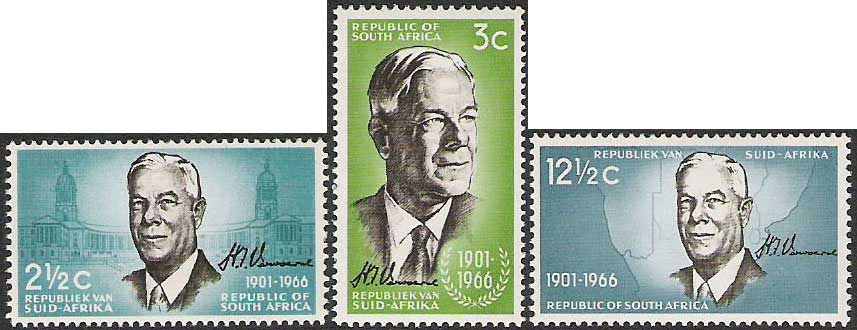
Timbres commémoratifs

L'enterrement de Verwoerd a lieu à Pretoria le 10 septembre. Deux cent cinquante mille personnes assistent aux funérailles nationales organisées dans l'amphithéâtre du siège du gouvernement, transformé en église. Aucun chef de gouvernement étranger n'assiste personnellement aux funérailles ; ils sont représentés par leurs ambassadeurs. Précédé d'un cortège comprenant notamment la police montée, un détachement de 400 soldats et quatre prélats, la dépouille de Verwoerd placée sur un affût de canon traverse Pretoria pour rejoindre l'enclos des Héros, un carré situé dans le cimetière de Pretoria sur Church Street.
Son meurtrier, Dimitri Tsafendas, échappe à la peine de mort à cause de son état mental. Il est condamné à perpétuité et meurt en hôpital psychiatrique en 1999.
Pour succéder à Verwoerd au poste de Premier ministre, le groupe parlementaire du parti national élit alors John Vorster, ministre de la Justice, considéré comme plus extrémiste . face à Ben Schoeman, plus modéré.
Jusqu'en 2005, la banquette parlementaire où était assis Verwoerd au moment de son assassinat conserve les taches de son sang. Elle est nettoyée, officiellement par inadvertance.

## Personnalité
Perçu globalement par ses collègues à l'université et en politique par ses étudiants et par les historiens comme une personnalité brillante, au ton professoral, intellectuellement doué et travailleur acharné, Hendrik Verwoerd est, dès les années 1930-1940, également considéré comme un homme doté d'une très forte assurance, distant et réservé, dogmatique, inflexible et éruptif. Un attaché parlementaire le décrit ainsi : « Le docteur Verwoerd diffère de vous et de moi dans le sens que nous pouvons envisager avoir [quelquefois] raison tandis que lui sait qu'il a [toujours] raison ». Aussi perçoit-il « les gens autour de lui, et dans le monde extérieur, comme ses élèves. Il connaissait toutes les réponses et il fallait juste qu'il leur explique les détails ». « Tout juste pouvait-il s'énerver et alors élever la voix quand son message ne parvenait pas à leur entendement ».
Pour Erika Theron, l'admiration pour l'homme n'a jamais été démentie ni affectée par la politique qu'il mena et qu'elle fut amenée à critiquer. Ainsi sera-t-elle toujours élogieuse notant que Verwoerd était notamment un professeur charmant, amical, persuasif, à la mémoire phénoménale qui « préparait soigneusement ses conférences », savait rédiger des notes claires et détaillées et avait « des connaissances, des compétences et une capacité de travail implacable ». Si Verwoerd a finalement eu tort avec l'apartheid, elle considère que ses intentions n'en étaient pas moins « altruistes ». D'autres soulignent cependant qu'il était intimidant, qu'il était difficile à interrompre, n'acceptait guère voire pas du tout la contradiction, était totalement confiant en la justesse de ses opinions et avait imposé, en tant que dirigeant politique, une camisole de force intellectuelle aux Afrikaners.
Pour l'historien Hermann Giliomee, Verwoerd était un leader charismatique aux convictions inébranlables, à la fois audacieux et pragmatique, pouvant sacrifier une situation enviable de professeur d'université à Stellenbosch afin de réaliser ses idéaux. Personnalité dominante, il est doté d'une intelligence indéniable et d'une forte capacité de conviction, pouvant faire douter ses contradicteurs les plus hostiles, notamment concernant l'apartheid. Giliomee souligne que, dans son travail d'ingénierie sociale, Verwoerd n'a jamais parlé ou cherché à parler avec un activiste noir, ni même avec un militant modéré opposé à l'apartheid, se contentant de dialoguer avec les membres du conseil de représentation indigène ou avec les chefs tribaux. L'historien souligne aussi que Verwoerd n'a jamais fait le moindre effort pour cacher le fait qu'il ferait toujours passer l'intérêt des Blancs, et en particulier l'intérêt des Afrikaners, avant celui des autres groupes de population d'Afrique du Sud et qu'il ne ferait rien pour celles-ci dans la mesure où ladite action pouvait avoir un impact négatif pour le bien-être de cette population blanche.
Des spéculations circulent sur le fait que, quelques jours avant son assassinat, Hendrik Verwoerd aurait acté, devant témoins, l'échec de la mise en œuvre concrète de sa politique d'apartheid et la nécessité d'envisager une autre voie et même un changement de cap.

## Héritage

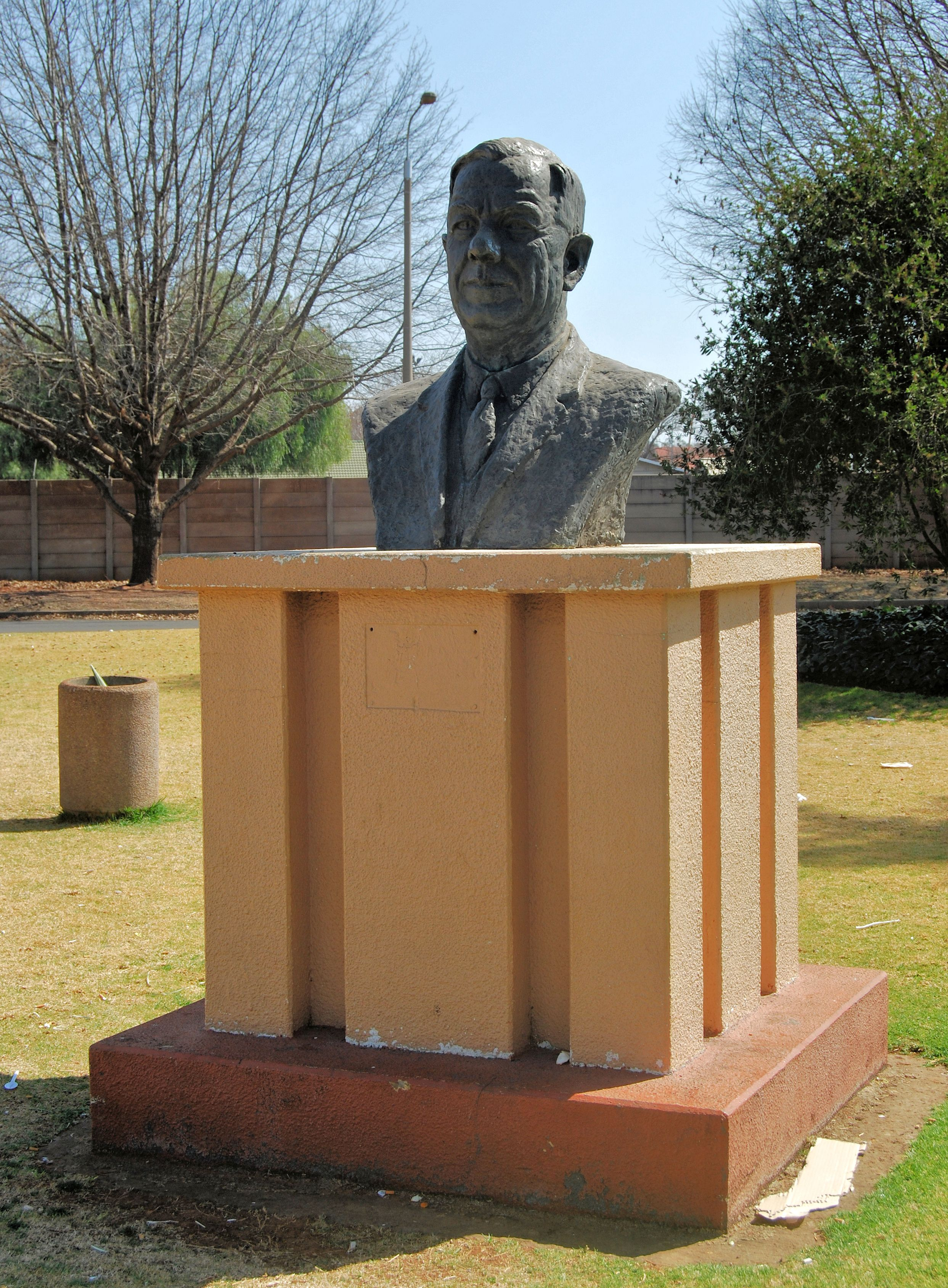
Buste de Verwoerd situé dans un parc public de Meyerton en 2008. Il en a été retiré en 2011.

Aujourd'hui, la période entre 1950 et 1966, pendant laquelle Verwoerd participa au gouvernement, est considérée comme l'âge d'or de l'apartheid. En 1967, le Financial Mail, un magazine financier de premier plan en Afrique du Sud, célèbre la période allant de 1961 à 1966 comme les Fabulous Years, une période durant laquelle le produit national brut de l'Afrique du Sud avait augmenté de 30 %.
Le nom de Verwoerd est vénéré pendant les années qui suivent sa mort et son nom est donné à une ville, Verwoerdburg, et à de multiples lieux publics (aéroport, barrages, avenues, bâtiments). Au début des années 1990, son nom commence à être synonyme d'infamie et, selon Herman Giliomee, il devient le bouc-émissaire idéal, expliquant les problèmes de l'Afrique du Sud contemporaine.
Peu de temps après les premières élections multiraciales, le conseil municipal de la ville blanche de Verwoerdburg, près de Pretoria, rebaptise la ville en Centurion lors de sa fusion avec des localités voisines (1995) alors que le barrage qui porte son patronyme (Hendrik Verwoerd Dam) prend le nom du fleuve qu'il borde, Gariep, en novembre 1994.
Le bâtiment Hendrik Verwoerd de l'université de Stellenbosch est débaptisé, tout comme l'aéroport Hendrik Verwoerd de Port Elizabeth qui prend le nom de la ville. En 2006, l'université de l'État-Libre rebaptise la résidence Hendrik Verwoerd en résidence Armentum mais préserve la salle consacrée à l'ancien Premier ministre, comprenant statue en bronze, souvenirs personnels et portraits.
Sa statue de 4,67 m, sculptée par Gerhard de Leeuw et érigée en 1969 devant le bâtiment de l'administration provinciale de Bloemfontein (alors nommé HF Verwoerd Building), est déboulonnée en septembre 1994 avant d'être transférée en 2006 à Die Erfenisstigting (Heritage Foundation), une fondation du patrimoine afrikaner, géré notamment par le comité associatif du Voortrekker Monument.
Son buste en granit, réalisé par le sculpteur Jo Roos, situé devant l'entrée de l'hôpital H. F. Verwoerd de Pretoria depuis 1967, est également transféré à Heritage Foundation en avril 1997, après que le complexe hospitalier a été rebaptisé Pretoria Academic Hospital. En 2008, il est ré-érigé dans la ville afrikaner d'Orania, à l'entrée du musée Verwoerd, installé dans la maison où sa veuve, Betsie Verwoerd, vécut les dernières années de sa vie.
En 1996, son portrait et son buste en marbre sont également retirés du parlement avec ceux des anciens Premiers ministres et présidents et remis à la disposition de la fondation du patrimoine afrikaner.
Cependant, ces changements de nom sont limités et, en 2011, de nombreuses artères de villes, à commencer par celles du Cap et de Centurion, continuent de porter le patronyme de l'ancien Premier ministre et architecte de l'apartheid.
En mai 2011, le buste en bronze représentant Verwoerd, situé dans un parc public de Meyerton (municipalité de Midvaal), son ancienne circonscription électorale située aujourd'hui dans la province du Gauteng, est à son tour retiré de l'espace public, à la veille des élections municipales. Il s'agissait de la dernière statue de Verwoerd située dans un espace public hors de la ville afrikaner d'Orania où plusieurs de ses statues et bustes ont trouvé refuge.
En 2004, selon un sondage, Hendrik Verwoerd méritait la 19e place sur la liste des 100 plus grands Sud-Africains, précédant ainsi des combattants célèbres contre l'apartheid comme Chris Hani, Oliver Tambo ou Walter Sisulu.

## Famille

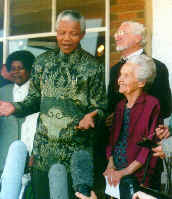
Nelson Mandela, président d'Afrique du Sud, rend visite à Betsie Verwoerd et à Carel Boshoff à Orania en 1995.

Hendrik Verwoerd épouse en 1927 Elizabeth Betsie Schoombee (1901-2000). Ils ont sept enfants :
- Wilhelm Johannes Verwoerd (né en 1929), professeur de géologie à l'université de Stellenbosch ;
- Anna Verwoerd (1932-2007) qui épouse Carel Boshoff ;
- Daniël Daan Wynand Verwoerd (né en 1933), biochimiste et chercheur à la faculté de médecine animale de l'université de Pretoria ;
- Elsabet (Els) Verwoerd (1936-2002) ;
- Hendrik Frans Verwoerd (né en 1940) ;
- Christiaan Andries Verwoerd (né en 1942) ;
- Wynand (Wijnand) Schoombee Verwoerd (né en 1947).

Betsie Verwoerd continue à soutenir l'œuvre de son mari et rejoint le Parti conservateur dès 1982, puis s'établit, au début des années 1990, dans l'embryon de Volkstaat d'Orania, géré par son gendre, Carel Boshoff (mort en 2011).
En 1995, Nelson Mandela, premier président noir d'Afrique du Sud, se rend à Orania et partage avec elle une tasse de thé.
Wilhelm Verwoerd (né en 1964), troisième fils de Wilhelm Johannes Verwoerd et petit-fils d'Hendrik Verwoerd, auteur d'une thèse dans laquelle il essaye de dédiaboliser son grand-père, rejoint le congrès national africain (ANC) en 1992. Sa grand-mère Betsie se montre compréhensive envers son engagement politique, mais les liens sont en revanche rompus avec une grande partie de sa famille, dont son père, qui le qualifie de traître. Son épouse, Mélanie Fourrie, est élue député de l'ANC en 1994 et réélue en 1999, avant d'être nommée ambassadeur d'Afrique du Sud en Irlande puis directrice exécutive de UNICEF Ireland. Le couple divorce après presque dix-neuf ans de mariage et avoir eu deux enfants.

## Représentation dans les arts
Le comédien sud-africain Marius Weyers a interprété le rôle d'Hendrik Verwoerd en 2003 dans la pièce I.D. d'Antony Sher.
Michael Nyqvist a interprété le rôle d'Hendrik Verwoerd dans la mini-série Il s'appelait Mandela (2017) au côté de Laurence Fishburne dans le rôle de Nelson Mandela.

### Documents multimédias
- (en) The assassination of Dr Hendrik Verwoerd, Infamous Assassinations, émission produite pour la BBC (2007).
- (en) Programme de la BBC sur son décès, 6 septembre 1966.